# Савино (деревня, Савинский район)
Савино — деревня в Савинском районе Ивановской области России, входит в состав Савинского сельского поселения.

## География
Деревня расположена в 1 км на восток от райцентра посёлка Савино на автодороге 24Н-133 Лежнево – Савино – Воскресенское.

## История
В конце XIX — начале XX века деревня входила в состав Егорьевской волости Ковровского уезда Владимирской губернии. В 1859 году в селе числилось 16 дворов, в 1905 году — 26 дворов.
С 1929 года деревня входила в состав Савинского сельсовета Ковровского района Ивановской области, с 1935 года — в составе Савинского района, с 1983 года — в составе Шестунихинского сельсовета, с 2005 года — в составе Савинского сельского поселения.

## Население
| 1859 | 1905 | 2010 |
| ---- | ---- | ---- |
| 118  | ↗154 | ↗213 |